# Tamper

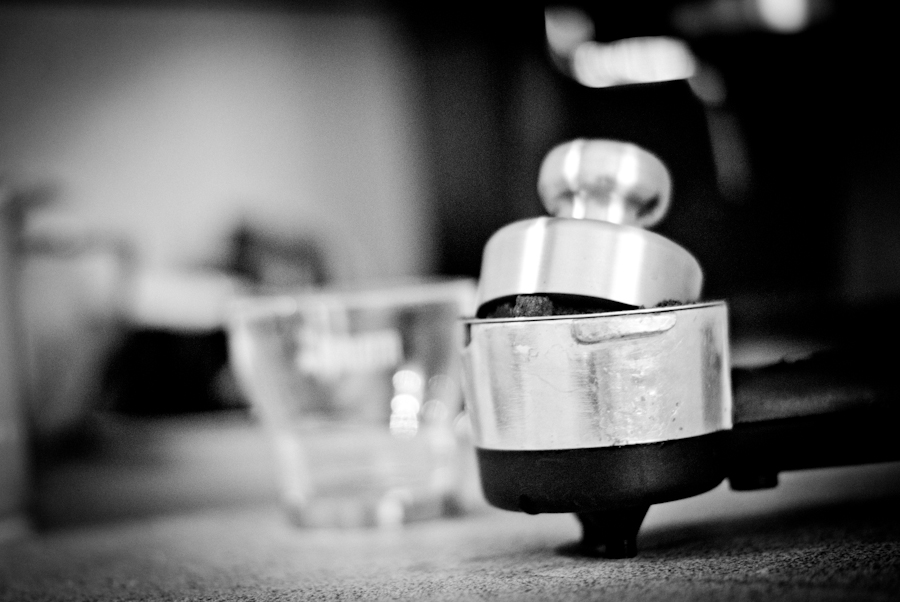
Portafiltr domowego ekspresu kolbowego z położonym na nim tamperem. W tle przezroczysta filiżanka do espresso/espresso macchiato (demitazza)

Tamper (z ang. ubijak) — urządzenie służące do ubijania mieszanki do espresso przez baristę w portafiltrze.
Istnieje wiele sposobów używania go — jedni bariści naciskają bardzo mocno, przyciskając go ciężarem ciała, inni tylko delikatnie kładą go na zmielonej kawie, polegając na grawitacji, jednak niezależnie od stylu, każdy obraca go wokół własnej osi, żeby wypolerować kawę. Bardzo popularny jest tzw. nutating motion polegający na przechyleniu tampera tak, aby mocniej ubić kawę na bokach, aby zapobiec kanałowaniu — odszukiwaniu przez wodę podczas ekstrakcji espresso "łatwiejszych" dróg przejścia przez kawę przez co uzyskuje się kiepskiej jakości napar.